# 贵州工程应用技术学院
贵州工程应用技术学院是中华人民共和国贵州省毕节市的一所全日制本科公立高等大学。学校由贵州省人民政府与毕节市人民政府共建共管。
贵州工程应用技术学院肇始于1938年成立的贵州省立毕节师范学校，2001年升格為本科大學毕节學院，在中华人民共和国教育部引导建立应用技术型大学的背景下，学校于2014年易今名，建制延續至今。该校也逐漸由以師範教育為主的學校转型為綜合性、多科系的应用型大學，所设专业也具有显著的应用性。

## 历史沿革
民国27年（1938年），贵州省政府决定在毕节中学的基础上成立省立毕节师范学校，校址在毕节文庙内:267。1949年11月，中国人民解放军占领毕节，同年12月，中共毕节地委接管学校，省立毕节师范学校被毕节地委更名为贵州省毕节师范学校；1952年，学校从毕节县城迁往大定县羊场坝（今大方县羊场），1961年，毕节师范学校合并了1958年迁入毕节的贵州省民族师范学校:895；1966年，该校从大方县羊场坝迁回毕节，校舍在县城东郊；1975年，贵州省革命委员会决定停办毕节师范学校，并在其基础上改办毕节五七师范大学:687。
文化大革命結束後，基於為貴州省培養急需人才的需求，貴陽師範學院獲批在该省畢節等地市開設專科班，1981年7月，中华人民共和国国务院批准，貴陽師範學院毕节专科班升格为毕节师范专科学校，脱离师范学院建制，由贵州省教委领导:296；1992年6月2日，国家教委批准该校改名为毕节师范高等专科学校:896。
2005年3月，中华人民共和国教育部正式批准毕节师范高等专科学校、毕节教育学院合并组建本科层次的毕节学院；2014年5月23日，毕节学院改名为“贵州工程应用技术学院”。

## 现况
在专科大学建校初期，学校拥有中文、政教、英语、数学、物理、化学等师范类专业:296；在转型成为应用型大学后，学校的应用型专业数量逐步增加。截至2022年，贵州工程应用技术学院设有47个本科专业，分布在该校的人文学院、马克思主义学院、经济与管理学院、师范学院、外国语学院、信息工程学院、理学院、化学工程学院、生态工程学院、矿业工程学院、土木建筑工程学院、艺术学院、机械工程学院、体育学院15个系所内；学科门类涵盖了工学、自然科学、教育学、文学、管理学、艺术学等7个学科，也包括了從毕节师范专科学校繼承下來的師範類專業，因此贵州工程应用技术学院也有資格招收公費師範生。学校的矿业工程、特殊教育学等专业已经成为贵州“省级重点学科”，而中国语言文学、化学工程与技术为则已经成为贵州省级“重点支持学科”。